# Carex prolixa
Carex prolixa là một loài thực vật có hoa trong họ Cói. Loài này được Fr. mô tả khoa học đầu tiên năm 1842.